# Marketing de guerrilha
Guerrilla marketing é um termo norte-americano, criado por Jay Conrad Levinson, considerado o “pai do marketing de guerrilha”. Traduzido para a língua portuguesa como marketing de guerrilha, surge na década de 70, em um contexto no qual a publicidade causava a desconfiança do consumidor em relação à oferta dos produtos[carece de fontes?]. O termo guerrilha teve origem na Guerra do Vietnã (1959-1975), o qual colocou os vietnamitas reconhecidos por serem os estrategistas da guerra, pelo uso de instrumentos de defesa inferiores aos dos Estados Unidos[carece de fontes?]. É uma estratégia composta de diversas ferramentas que permitem ter os seus dispositivos reconfigurados no tempo e espaço, de acordo com a realidade, os recursos e as intenções do anunciante[carece de fontes?].

## Conceito
Por princípio, as ferramentas de Marketing de Guerrilha são utilizadas por empresas menores com o objetivo de combater grandes concorrentes ou simplesmente sobreviverem[carece de fontes?]. O Marketing de Guerrilha, como descrito por Jay Conrad Levinson no seu popular livro Guerrilla Marketing de 1982, utiliza-se de maneiras não convencionais para executar suas atividades de marketing e com orçamentos “apertados”[carece de fontes?]. Levinson diz que pequenas empresas empreendedoras são diferentes de empresas grandes. Ele menciona um artigo da Harvard Business Review de Welsh e White que diz que pequenos negócios não são versões menores de um negócio grande. Por causa da falta de recursos dos pequenos negócios, estes precisam utilizar diferentes tipos de estratégias de marketing e táticas[carece de fontes?].
Porém, na atual sociedade saturada de comunicação, grandes empresas começam a utilizar o Marketing de Guerrilha em seu mix de marketing para atingirem os corações e mentes de seus públicos-alvo e trazerem atitude para suas marcas.
Em geral, táticas de  guerrilha são usadas por uma parte mais fraca contra uma mais forte[carece de fontes?]. Se por um lado os guerrilheiros muitas vezes carecem de equipamento e treinamento militar adequados, por outro contam com a ajuda de populações que os defendem e com ataques-surpresa ao inimigo, sem necessidade de manter uma linha de frente. O conhecimento do terreno de combate também é uma arma bastante usada na guerra de guerrilhas[carece de fontes?].
É, portanto, uma estratégia que utiliza meios e ações inusitados a fim de alcançar o resultado almejado. Levinson (2010) descreve o marketing de guerrilha como uma estratégia capaz de “atingir as metas convencionais, tais como lucros e alegria, com métodos não convencionais, como investir energia em vez de dinheiro.” (p. 1). Ao adaptar os conceitos e práticas da guerrilha bélica para os negócios, Levinson(2010) demonstra que pequenas empresas podem adotar táticas alternativas de marketing para sobreviver nos mercados atuais, cada vez mais competitivos.
Assim, pode-se afirmar que o marketing de guerrilha é caracterizado como uma alternativa para as pequenas empresas, pois propõe uma maneira criativa de se pensar outras aplicabilidades para certos dispositivos, sem os altos investimentos que as  mídias convencionais demandam[carece de fontes?]. Isto é corroborado por Edmundo Brandão Dantas que considera que as pequenas e médias empresas devem competir com as grandes companhias, mas usando formas inovadoras e estratégias eficazes baseadas na ousadia e criatividade para combater os “exércitos convencionais”, referindo-se ao marketing de guerrilha. Serve também para as grandes empresas, como uma estratégia complementar às campanhas publicitárias que buscam estabelecer mais interatividade com os  receptores, com vistas à promoção da mídia espontânea, invisível ou  buzz  marketing[carece de fontes?]. Dantas coloca ainda em evidência o forte desprendimento dos consumidores ao marketing convencional por considerar que este já não se revela tão eficaz.
A guerrilha procura reduzir o tamanho do campo de batalha de forma a conseguir uma superioridade de força. Esta ideia funciona perfeitamente hoje em dia, onde os media convencionais e até mesmo a internet se encontram saturados de informação, sendo necessário destacar-se com mensagens que gerem grande impacto. Quando o marketing de guerrilha é bem aplicado, o resultado é normalmente imediato, criando muitas vezes um efeito viral que se propaga de forma espontânea e que gera cobertura em meios de comunicação tradicionais. Possibilita ainda resultados marcantes e uma maior identificação do consumidor com a marca.
Um artigo da ANPAD coloca o marketing tradicional e o de guerrilha lado a lado, encontrando os prós e contras de cada um e apresenta ainda um estudo sobre o conhecimento geral sobre marketing de guerrilha apresentando dados estatísticos sobre o impacto das ações no público (Kamlot & Fonseca, 2010). Este estudo revelou-se que 55% dos intervenientes consideram que “Gosto das acções de guerrilha, chamam atenção pela criatividade e cumprem seus objectivos” e 22% “Sou entusiasta de guerrilha, as acções sempre me chamam atenção e me deixam intrigado”.
Há uma tendência de se utilizar como sinônimos os termos marketing de guerrilha e propaganda de guerrilha. Se a propaganda é um elemento do composto de  marketing - o  P de promoção, exclui, portanto, os demais elementos que o integram: o de  preço, produto e praça. A propaganda de guerrilha está no ato de “comunicar de modo diferente, captando a atenção do público de maneira pouco comum, porém com meios surpreendentemente adequados ao produto ou serviço anunciado.” (p. 18).

## Ferramentas de ação

### Marketing de Emboscada - Ambush Marketing
O marketing de emboscada visa criar um vínculo ou associação da marca noutras ações ou eventos em que a empresa não é patrocinadora oficial ou se encontra associada. Originou-se na década de 80, quando, nos Jogos Olímpicos, a empresa Kodak se aproveitou dessa estratégia. Ela fez a transmissão das competições, com apoio ao time dos Estados Unidos, sendo que a patrocinadora oficial do evento era a Fuji, sua principal concorrente . Discute-se a legalidade desta ação, uma vez que as empresas oficialmente patrocinadoras de um evento consideram-se prejudicadas. Essas, realizam um alto investimento e perdem a exclusividade de apoio, apelando para a falta de ética das empresas que recorrem a esse tipo de estratégia[carece de fontes?]. Um outro exemplo é o do lançamento do iPhone 4S na Austrália, em que as pessoas faziam fila à frente da loja da Apple para adquirirem o novo iPhone. A Samsung montou uma loja móvel durante 3 dias ao lado da loja da Apple, onde ofereciam o seu novo equipamento Samsung Galaxy II por apenas 2$, bem mais barato que os 850$ do telemóvel rival. O objetivo foi conseguido: aproveitar a ação da Apple e ter maiores filas na sua loja móvel durante esses dias.

### Astroturfing
O astroturfing surge da alusão à marca de grama sintética AstroTurf utilizada nos Estados Unidos. A expressão grassroots é empregada pelo senador norte-americano Lloyd Bentsen para se referir a movimentos espontâneos de um grupo. Dessa forma, o astroturfing começa a ser utilizado como uma ação “que pareça ser popular para que as outras pessoas sejam influenciadas a comprarem a ideia. Uma ação sem raízes e que parece real, mas não é.” Daí a grama artificial. [carece de fontes?]. Ou seja, é a criação de um movimento espontâneo e popular, com o objetivo de dar suporte a uma determinada posição, estratégia ou produto. Por exemplo, a operadora brasileira de telecomunicações Oi criou a ação do “bloqueio não”, a favor dos telemóveis serem desbloqueados em todas as operadoras, sendo que ofereceram esse serviço gratuitamente aos seus clientes.

### Eventos e Patrocínios
Eventos e patrocínios são exemplos de mídias tradicionais utilizadas pelo marketing de guerrilha. Os eventos são promovidos pelas empresas com o intuito de despertar certas sensações no público participante, na tentativa de “traduzir na ação o posicionamento da marca” (p. 4). Os patrocínios possuem esse mesmo objetivo, mas nesse caso, a empresa investe financeiramente ou com a cessão de seus produtos/serviços em eventos que a empresa considera propícios associar sua marca[carece de fontes?].

### Flashmob
Multidão Espontânea é a tradução literal para o termo flash mob, que no Brasil corresponde à expressão arrastão. É uma performance organizada no local, sem ensaios prévios, onde o precursor da ação apresenta um plano de ideias a ser seguido por todos[carece de fontes?].

### Marketing Invisível
O marketing invisível é geralmente utilizado no lançamento de produtos, no sentido de se prever e conhecer a reação do target[carece de fontes?], permitindo que uma ideia seja repassada entre as pessoas, sem que elas estejam cientes da exposição da mensagem e da persuasão a qual estão submetidas. A interação com a marca deve ser tanto off-line como on-line. Por exemplo, a Nissan criou um vídeo clip sobre o retorno de uma banda fictícia chamada “The Uncles” sem que ninguém se tivesse apercebido que se tratava de uma ação.

### Marketing Viral
O marketing viral é uma forma de disseminação da mensagem visando um aumento exponencial de conhecimento da marca, muito utilizado nas redes sociais na internet. A base de planejamento para se aplicar essa estratégia deve conferir um sentimento, um desejo de compartilhar uma mensagem com outras pessoas, para que se efetive essa ideia de disseminação e compartilhamento de conteúdo naturalmente[carece de fontes?]. Esta técnica é muitas vezes patrocinada por uma marca, que visa o reconhecimento de um produto ou serviço ou relacionamento com o consumidor. Por exemplo, para o lançamento do filme The Dark Night de Christopher Nolan, foram criadas pistas no site oficial para que quem as descobrisse obtivesse informações especiais como, trailers, fotos e brindes.

### Performance
A performance é algo inerente ao homem, a partir do momento em que ele estabelece uma relação com o tempo e o espaço[carece de fontes?]. De forma mais objetiva, encontra-se no blog de guerrilha a tradução dessa ação como sendo geralmente executada nas ruas, em lugar aberto ao público, onde os performers usam do próprio corpo para divulgar um conceito, uma ideia ou marca, em função de promover a interação da "mídia humana" com o público[carece de fontes?].

### PR Stunt
A ferramenta PR Stunt está ligada ao papel desempenhado por profissionais de relações públicas na imprensa, por isso as iniciais PR, Public Relations. Traduz-se Stunt como golpe, truque, proeza, façanha. Os profissionais de relações públicas preparam press-releases a serem enviados à imprensa a fim de causar impacto na mídia e promover polêmica e buzz[carece de fontes?]. Por exemplo, a Jaguar lançou o seu novo modelo de carro tendo um helicóptero a sobrevoar Londres com o carro preso num expositor. Esta ação teve uma enorme cobertura por parte da imprensa.

### Culture Jamming
O primeiro autor a conceituar o culture jamming, na década de 90, foi Dery [carece de fontes?]. Os cultures jammers efetuam usos “inesperados de lugares comuns da linguagem publicitária, interferências em produtos, brinquedos, cartazes, outdoors ou marcas e, re-atualizam toda uma tradição, ou antitradição, de contestação e inconformismo.” [carece de fontes?]. Para Dery, o jamming vai além de uma ferramenta de expressão e representa a própria cultura dos grupos que pretendem, muitas vezes, questionar o sistema econômico e político[carece de fontes?].

### Happening
É um termo criado por Krapow (1969), que, sob a influência do minimalismo, esteve paralelamente ligado ao movimento hippie, nos anos 60, característico do movimento da contracultura[carece de fontes?]. Acontecimento é a tradução literal do termo, que segue a mesma proposta da performance, pela forma de expressão, pelo ambiente por onde perpassa a ação e pela ferramenta à qual ambas atividades geralmente utilizam - o próprio corpo[carece de fontes?]. Não tende a se preocupar com a estética como resultado final, o que devido a isso, não é considerado como arte por alguns artistas[carece de fontes?].

### Land Art- Arte da Terra
Como o próprio nome diz, relaciona-se às obras que transformam um espaço natural utilizando o ambiente como suporte e ferramenta. Surgiu, na década de 60, pelo interesse às causas ambientais e a partir da contraposição de vários artistas europeus e americanos ao minimalismo que compunha as obras da época. A land art é percebida como uma obra que rompeu com museus e galerias, devido à dimensão dos projetos que nem sempre são efetivados.

### Intervenção Urbana
Ações que têm como suporte a cidade para estabelecer contacto com o público-alvo através de uma forma diferente e assim potencializar a lembrança da marca. Exemplo: Campanha da 3M em que para promover os seus vidros blindados, utilizou paragens de autocarros onde colocou maços de notas dentro das caixas de vidro blindado.

### Redes Sociais
Cada vez mais o Facebook, Twitter, e outras redes sociais são parte principal no nosso quotidiano e na forma como comunicamos. A utilização destes meios permite o acréscimo de informação em bases de dados, um maior conhecimento do cliente e a identificação de nichos específicos. Exemplo: A Starbucks utiliza a sua página no Facebook para interagir com os seus clientes e dá dicas de como utilizarem os seus produtos.

### Boca a Boca
Todos nós já desempenhamos um papel de marketing, de forma consciente ou inadvertidamente, é o que acontece sempre que recomendamos algum produto ou serviço ou falamos de alguma marca. O objetivo é colocar as pessoas a falarem da mensagem de forma espontânea.

## Críticas
O marketing de guerrilha sofre críticas no sentido de possibilitar uma interferência negativa na privacidade, cotidianidade e também na liberdade dos indivíduos. Ver AdBusters.